# Juli 2002
Portal Geschichte | Portal Biografien | Aktuelle Ereignisse | Jahreskalender | Tagesartikel

◄ |
20. Jahrhundert |
21. Jahrhundert

◄ |
1970er |
1980er |
1990er |
2000er
| 2010er | 2020er | 2030er | ►

◄ |
1998 |
1999 |
2000 |
2001 |
2002
| 2003 | 2004 | 2005 | 2006 | ►

◄ |
April 2002 |
Mai 2002 |
Juni 2002 |
Juli 2002 |
August 2002 |
September 2002 |
Oktober 2002 |
►
Dieser Artikel behandelt tagesbezogene Nachrichten und Ereignisse im Juli 2002.

## Tagesgeschehen

### Montag, 1. Juli 2002

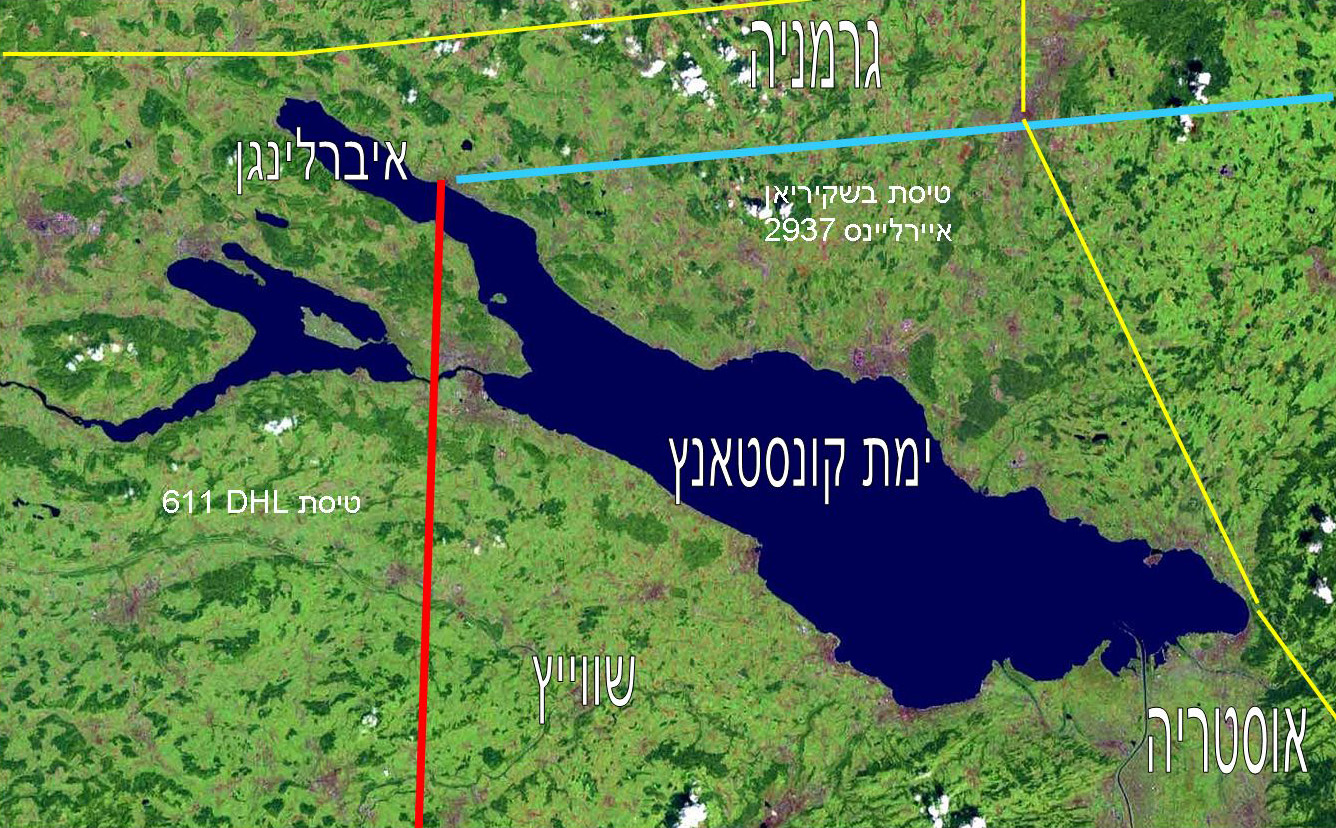
Flugrouten von DHL-Flug 611 (rot) und Bashkirian-Airlines-Flug 2937 (türkis)

- Den Haag/Niederlande: Das Statut des Internationalen Strafgerichtshofs tritt in Kraft, nachdem am 11. April das Quorum von 60 Unterzeichnerstaaten erreicht wurde. Militärisch und ökonomisch leistungsfähige Staaten wie China, Indien, Russland und die Vereinigten Staaten ratifizierten das Statut bisher nicht. Bevor der Gerichtshof seine Arbeit aufnimmt, muss noch über seine Finanzierung entschieden werden.[1][2]
- Kopenhagen/Dänemark: Dänemark übernimmt von Spanien den Vorsitz im Rat der Europäischen Union. Das Amt des Regierungschefs der EG erhält Anders Fogh Rasmussen.[3]
- Überlingen/Deutschland: Bei einer Flugzeugkollision stoßen DHL-Flug 611 und Bashkirian-Airlines-Flug 2937 in 11.000 m Höhe über dem Bodensee zusammen. 71 Menschen kommen ums Leben, darunter 49 Kinder.[4]
- Frankfurt am Main/Deutschland: Die deutsche Fußballnationalmannschaft der Herren wird nach der Rückkehr von der Fußball-Weltmeisterschaft 2002 am Römer empfangen.

### Mittwoch, 3. Juli 2002
- Queensland/Australien: Der amerikanische Flugpionier Steve Fossett landet nach der ersten erfolgreichen Weltumrundung mit einem Ballon im australischen Outback.[5]

### Donnerstag, 4. Juli 2002
- Bangui/Zentralafrikanische Republik: Beim Flugunfall einer Boeing 707 der Prestige Airlines kommen 28 Menschen ums Leben.
- Duisburg/Deutschland: Der Maschinen- und Anlagenbauer Babcock-Borsig stellt vor dem Amtsgericht Duisburg einen Insolvenzantrag.

### Freitag, 5. Juli 2002
- Greater Manchester/Vereinigtes Königreich: Das Imperial War Museum North, welches von Daniel Libeskind entworfen wurde, wird eröffnet.[6]

### Samstag, 6. Juli 2002

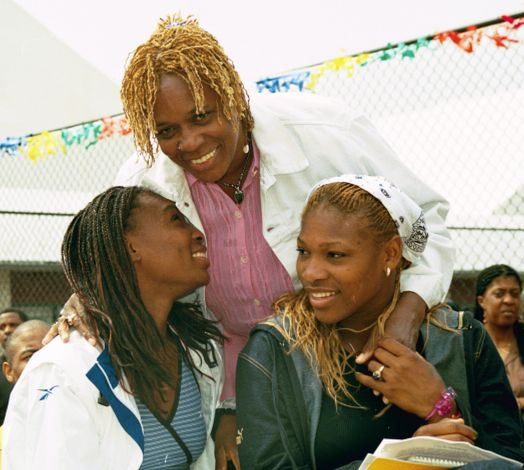
Venus und Serena Williams mit ihrer Mutter

- London/Vereinigtes Königreich: Die Amerikanerin Serena Williams gewinnt das Damen-Einzel-Turnier der Wimbledon Championships im Tennis gegen ihre ältere Schwester Venus Williams, die Titelträgerin von 2000 und 2001.[7][8]
- Kabul/Afghanistan: Der afghanische Vizepräsident Hadschi Abdul Kadir wird bei einem Attentat erschossen.[9]

### Sonntag, 7. Juli 2002
- London/Vereinigtes Königreich: Der Australier Lleyton Hewitt gewinnt das Herren-Einzel-Turnier der Wimbledon Championships durch einen Sieg gegen David Nalbandian aus Argentinien in drei Sätzen.[10][11]
- Hamm/Deutschland: Der hinduistische Sri-Kamadchi-Ampal-Tempel wird geweiht. Es ist der größte hinduistische Tempel in Deutschland und der zweitgrößte in Europa.[12]

### Dienstag, 9. Juli 2002
- Durban/Südafrika: Die Afrikanische Union (AU) wird als Nachfolger der am Vortag aufgelösten Organisation für Afrikanische Einheit (OAU) gegründet.

### Mittwoch, 10. Juli 2002
- Berlin/Deutschland: Das Sturmtief Anita sorgt für starke Schäden in Berlin und Brandenburg. In Berlin werden durch das Unwetter acht Menschen getötet.[13]

### Donnerstag, 11. Juli 2002
- Seoul/Südkorea: Chang Sang wird zur ersten weiblichen Premierministerin von Südkorea ernannt.
- Ankara/Türkei: Der türkische Außenminister İsmail Cem tritt zurück und verstärkt damit die Regierungskrise.[14]

### Freitag, 12. Juli 2002

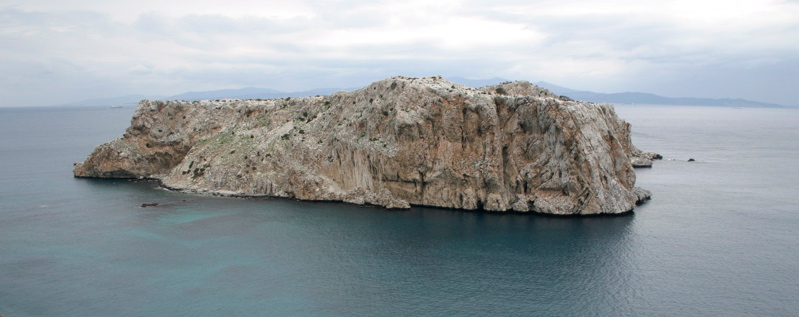
Petersilien-Insel

- Isla del Perejil/Spanien: Die marokkanischen Streitkräfte besetzen die 0,15 km² große Petersilien-Insel in der Straße von Gibraltar und begründen den Schritt mit der besseren Kontrolle von Schmuggelrouten. Spanien reagiert mit der Entsendung von Kampfschiffen. Beide Länder beanspruchen die Insel als ihr Hoheitsgebiet.[15]
- Prag/Tschechien: Vladimír Špidla erhält von Präsident Václav Havel seine Ernennungsurkunde als neuer tschechischer Ministerpräsident.[16]

### Sonntag, 14. Juli 2002
- Paris/Frankreich: Maxime Brunerie versucht während der Parade zum Nationalfeiertag ein Schusswaffenattentat auf den französischen Präsidenten Jacques Chirac zu verüben.

### Montag, 15. Juli 2002

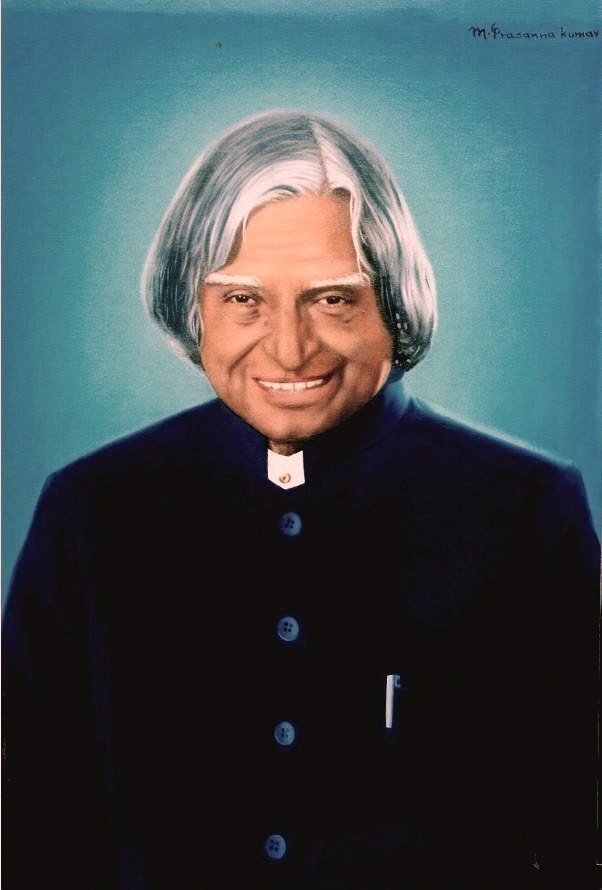
Avul Pakir J. Abdul Kalam

- Neu-Delhi/Indien: Aus der Präsidentschaftswahl in Indien geht der Raketeningenieur Avul Pakir Jainulabdeen Abdul Kalam, der keiner politischen Partei angehört, als Sieger hervor.[17]

### Donnerstag, 18. Juli 2002
- Berlin/Deutschland: Bundesverteidigungsminister Rudolf Scharping (SPD) wird neun Wochen vor der Bundestagswahl von Bundeskanzler Gerhard Schröder entlassen. Berichte im Magazin Stern über zweifelhafte Geschäfte Scharpings mit dem Frankfurter Unternehmer für Öffentlichkeitsarbeit Moritz Hunzinger brachten den Minister in Bedrängnis.[18]
- New York/Vereinigte Staaten: Bei den Vereinten Nationen trifft das Beitrittsgesuch der Schweiz ein.[19]

### Sonntag, 21. Juli 2002

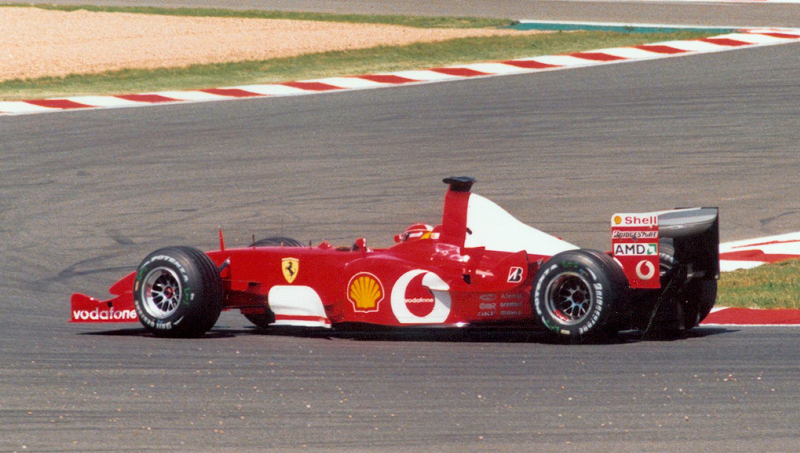
Michael Schumacher

- Magny-Cours/Frankreich: Der Deutsche Michael Schumacher gewinnt im Ferrari F2002 den Großen Preis von Frankreich und wird mit diesem Sieg zum fünften Mal in seiner Karriere Fahrerweltmeister in der Rennserie Formel 1, unabhängig vom Ausgang der verbleibenden sechs Rennen.[20]
- New York/Vereinigte Staaten: Der Sicherheitsrat der Vereinten Nationen empfiehlt der Generalversammlung die Aufnahme der Schweiz in die Organisation.[21]
- New York/Vereinigte Staaten: Die drittgrößte Telefongesellschaft der Welt MCI WorldCom ist zahlungsunfähig und beantragt in New York Gläubigerschutz, nachdem der Firma erst letzte Woche ein neuer Kredit über 2 Milliarden US-Dollar gewährt wurde.[22]
- Sequoia-Nationalpark/Vereinigte Staaten: Aus einem unbeobachteten Lagerfeuer entwickelt sich das McNally-Fire, der größte Waldbrand der Kalifornischen-Waldbrandsaison 2002. Bis zum Erlöschen des Feuers am 29. August werden 610 km² Vegetation zerstört.[23]

### Montag, 22. Juli 2002
- Alsdorf/Deutschland: Ein Erdbeben mit einer Magnitude von 4,8 erschüttert Teile von Deutschland, Belgien und die Niederlande. Es ist das stärkste Erdbeben in Deutschland seit zehn Jahren.[24]

### Dienstag, 23. Juli 2002
- London/Vereinigtes Königreich; Das neue Londoner Rathaus City Hall wird von der britischen Königin Elisabeth II. eröffnet.[25]
- Berlin/Deutschland: Mit der Änderung des Gesetzes zur Aufhebung nationalsozialistischer Unrechtsurteile in der Strafrechtspflege werden Urteile der Militärgerichte gegen Deserteure der Wehrmacht aufgehoben.

### Mittwoch, 24. Juli 2002
- München/Deutschland: Das Europäische Patentamt begrenzt das 1999 erteilte Patent der Universität Edinburgh auf ein Verfahren zur Stammzellenvermehrung. Das Amt erklärt, dass den Forschern die Zucht adulter menschlicher sowie tierischer Stammzellen erlaubt ist, aber nicht von solchen, die Embryonen entnommen werden.[26]

### Donnerstag, 25. Juli 2002
- Neu-Delhi/Indien: Abdul Kalam wird als elfter Präsident der Republik Indien ins Amt eingeführt. Er löst K. R. Narayanan, der seit 1997 das Amt innehatte, ab.[27]
- Frankfurt am Main/Deutschland: Die Schnellfahrstrecke Köln–Rhein/Main wird offiziell für den Verkehr freigegeben.
- Berlin/Deutschland: Peter Struck wird als Verteidigungsminister vom Bundestagspräsidenten Wolfgang Thierse vereidigt. Er übernahm das Amt schon am 19. Juli von seinem Vorgänger Rudolf Scharping.[28]

### Freitag, 26. Juli 2002
- Washington, D.C./Vereinigte Staaten: Die Mehrheit der Abgeordneten im Repräsentantenhaus stimmt für das von US-Präsident George W. Bush in Auftrag gegebene Gesetz zur Schaffung eines Ministeriums für Innere Sicherheit der Vereinigten Staaten.[29]

### Samstag, 27. Juli 2002
- Sknyliw/Ukraine: Südwestlich von Lwiw stürzt beim bisher schwersten Flugzeugunglück im Rahmen einer Flugschau ein Kampfflugzeug des Typs Suchoi Su-27 in die Zuschauermenge, wo es explodiert. Es sterben mindestens 77 Zuschauer, 115 weitere werden verletzt. Dass die Maschine zu nah am Boden unterwegs war, deutet auf ein menschliches Versagen der beiden Piloten hin.[30]

### Sonntag, 28. Juli 2002
- Somerset/Vereinigte Staaten: Neun eingeschlossene Bergleute des Steinkohlenbergwerks Quecreek Mine werden durch eine Rettungsbohrung gerettet. Sie waren seit einem Wassereinbruch am 24. Juni in dem Bergwerk gefangen.[31]

### Dienstag, 30. Juli 2002
- Guatemala-Stadt/Guatemala: Papst Johannes Paul II. spricht während seiner Mittelamerikareise Peter von Betancurt als ersten Mittelamerikaner heilig.[32]

## Weblinks

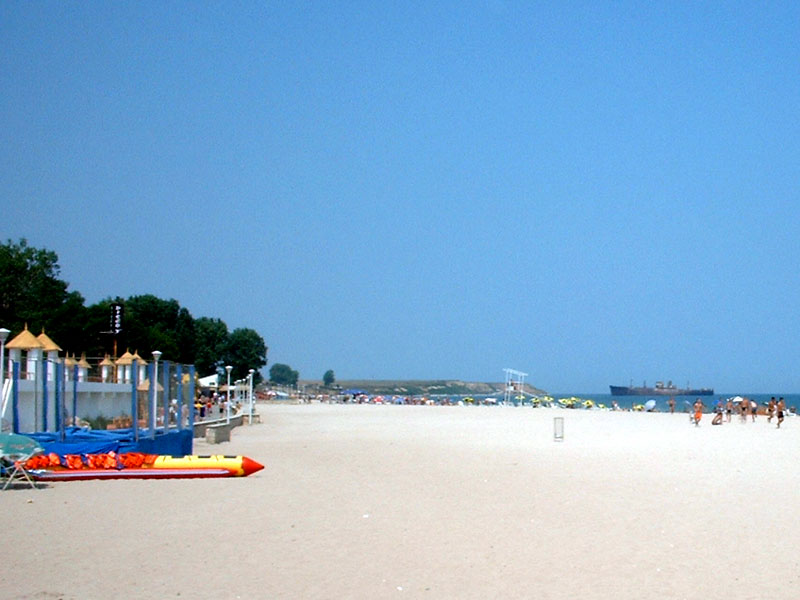
Rumänien im Juli 2002